# ادوارد پی. کاستیگن
ادوارد پی. کاستیگن (به انگلیسی: Edward P. Costigan) سناتور سابق عضو حزب دموکرات ایالات متحده آمریکا بود. وی در سال ۱۹۳۱ تا ۱۹۳۷ میلادی سناتور ایالت کلرادو در سنای ایالات متحده آمریکا بود.